# 5279 Arthuradel
5279 Arthuradel è un asteroide della fascia principale. Scoperto nel 1988, presenta un'orbita caratterizzata da un semiasse maggiore pari a 2,4781185 UA e da un'eccentricità di 0,2879783, inclinata di 13,53422° rispetto all'eclittica.
L'asteroide è dedicato all'astronomo statunitense Arthur Adel.